# یوشیزاوا کنکیچی
یوشیزاوا کنکیچی انگلیسی: 芳沢 謙吉, Yoshizawa Kenkichi; ۲۴ ژانویهٔ ۱۸۷۴ – ۵ ژانویهٔ ۱۹۶۵) سیاستمدار اهل ژاپن بود.